# ونوس فورت
ونوس فورت (به ژاپنی: ヴィーナスフォート VenusFort) مرکز خریدی است که در اودایبا، در منطقهٔ تایتوی توکیو پایتخت ژاپن واقع شده و دارای ۱۴۰ واحد فروش و رستوران است.

## دسترسی
- خط یوریکامومه، ایستگاه آئومی یا آئومیئه U-10
- خط رینکای، ایستگاه توکیو تله پوتو Tōkyō Teleport